# Bures (Orne)
Bures település Franciaországban, Orne megyében. Lakosainak száma 166 fő (2022. január 1.). Bures Sainte-Scolasse-sur-Sarthe, Bazoches-sur-Hoëne, Champeaux-sur-Sarthe, Coulonges-sur-Sarthe, Laleu és La Mesnière községekkel határos.

## Népesség
A település népességének változása:
| Lakosok száma | 172  | 167  | 170  | 165  | 163  | 161  | 163  | 164  | 166  |
|               | 2013 | 2015 | 2016 | 2017 | 2018 | 2019 | 2020 | 2021 | 2022 |